# يورغ باش (نحات)
يورغ باش (بالألمانية: Jörg Bach)‏ (و. 1964  م) هو نحات من ألمانيا، وألمانيا الشرقية، ولد في فولغاست.